# Tonul cu ochii mari
Tonul cu ochii mari (Thunnus obesus) sau tonul obez este un pește important în comerț. Este un ton din genul Thunnus, aparținând familiei mai mari Scombriade.